# 황현산
황현산(黃鉉産, 1945년 6월 17일 ~ 2018년 8월 8일)은 대한민국의 문학평론가이자 대학교수이다. 전라남도 목포시에서 태어나 문태고등학교, 고려대학교 불어불문학과를 졸업하고 동 대학원에서 석사학위와 박사학위를 받았다. 경남대학교 불어불문학과, 강원대학교 불어불문학과 교수를 거쳐 고려대학교 불어불문학과 교수를 역임했다. 한국번역비평학회 명예회장, 한국문화예술위원회 제6대 위원장으로 활동했으며 2018년 8월 8일 별세했다.

## 약력
1990년부터 비평 활동을 시작했다. 비평 활동을 하기 이전부터 여러 프랑스 문학을 번역했다. 2012년 제22회 「팔봉비평문학상」, 제20회 「대산문학상」(평론 부문)을 수상했다. 현재 한국번역비평학회 명예회장으로 활동하고 있다. 한국문화예술위원회 위원장을 맡고 있다.

## 수상
- 2012년 제22회 「팔봉비평문학상」
- 2012년 제20회 「대산문학상」(평론 부문)

## 저서

### 연구서
- 《얼굴없는 희망》 (문학과지성사) 1990년 7월
- 《아폴리네르》(건국대학교출판부, 1996)
- 《이산과 귀향 한국 문학의 새 영토》(민음사, 2011) : 공저

### 비평집
- 《말과 시간의 깊이》(문학과지성사, 2002)
- 《잘 표현된 불행》(문예중앙, 2012) / 복간: (난다) 2019년 8월 ISBN 979-11888624-9-8
- 《황현산의 현대시 산고》(난다) 2020년 9월 ISBN 979-1188862-80-1

### 산문집
- 《우물에서 하늘 보기》 (삼인) 2015년 11월 ISBN 978-89643610-2-3
- 《밤이 선생이다》 (난다) 2016년 5월 ISBN 978-89546214-9-6
- 《황현산의 사소한 부탁》 (난다) 2018년 6월 ISBN 979-11888621-3-9
- 《내가 모르는 것이 참 많다》 (난다) 2019년 8월 ISBN 979-11888624-8-1

공저
- 《교사인문학》 (세종서적) 2017년 1월 ISBN 978-89840760-2-0
- 《선배수업》 (서해문집) 2017년 1월 ISBN 978-89748382-8-7

### 역서
- 생텍쥐페리, 《어린 왕자》(열화당, 1982)
- 파스칼 피아, 《아뽈리네르》(열화당, 1983)
- 스테판 말라르메, 《시집》(문학과지성사, 2005)
- 드니 디드로, 《라모의 조카》(고려대학교출판부, 2006)
- 발터 벤야민, 《보들레르의 작품에 나타난 제2제정기의 파리 / 보들레르의 몇 가지 모티프에 관하여 외》(길, 2010) : 공역
- 기욤 아폴리네르, 《알코올》(열린책들, 2010)
- 앙드레 브르통, 《초현실주의 선언》(미메시스, 2012)
- 샤를 피에르 보들레르, 《파리의 우울》(문학동네, 2015)
- 앙투안 드 생텍쥐페리, 《어린 왕자》(열린책들, 2015)
- 샤를 피에르 보들레르, 《악의 꽃》(민음사, 2016)
- 기욤 아폴리네르, 《사랑받지 못한 사내의 노래》 (민음사) 2016년 10월 ISBN 978-89374751-9-1

### 편서
- 《해인사를 거닐다》(옹기장이, 2003) : 「바닥에 깔려 있는 시간」
- 《13인의 아해가 도로로 질주하오》(수류산방.중심, 2013) : 「「오감도」의 독서를 위하여-이상과 초현실주의」
- 《어떻게 살 것인가》(21세기북스, 2015) : 「시와 타자의 목소리」

### 기타
- 민영, 《달밤》(창비, 2004) : 공편
- 황병승, 《육체쇼와 전집》(문학과지성사, 2013) : 해설 - 「실패의 성자」
- 장 니콜라 아르튀르 랭보, 《지옥에서 보낸 한철》(민음사, 2016) : 해설 - 「실패담의 미학」